# Weston Schempf
Weston Schempf ist ein US-amerikanischer Cyclocrossfahrer.
Weston Schempf wurde 2007 beim Charm City Cross in Baltimore, Maryland Zweiter. Im nächsten Jahr belegte er beim KTR Michigan Double Cross 2 in Springfield Township, Michigan Zweiter hinter Jonathan Page. Bei einem Rennen in Hagerstown belegte er ebenfalls den zweiten Platz. Sieger wurde Schempf 2008 beim Bridgeston City Park Cyclocross und beim Capital Cross Classic Reston, Virginia.

## Erfolge – Cyclocross
2008/09
- Capital Cross Classic, Reston